# ᵇ
Cette page contient des caractères spéciaux ou non latins. S’ils s’affichent mal (▯, ?, etc.), consultez la page d’aide Unicode.
ᵇ, appelée b en exposant, b supérieur ou lettre modificative b, est un symbole phonétique utilisé dans l’alphabet phonétique ouralique et un symbole de certaines variantes de l’alphabet phonétique international. Il est formé de la lettre b ‹ b › mise en exposant.

## Utilisation
Dans l’alphabet phonétique ouralique utilisé par T. I. Itkonen (en) ou Erkki Itkonen (fi), le b en exposant est utilisé pour représenter la même consonne que le b mais avec une prononciation réduite.
Dans certaines transcriptions de l’alphabet phonétique international (API), non standard depuis 1989, ‹ ᵇ › est utilisé avant le symbole d’une consonne bilabiale voisée pour indiquer l’articulation pré-occlusive, par exemple la consonne pré-occlusive nasale bilabiale voisée [ᵇm] dans la transcription du semelai [cᶝɪᵇm] « oiseau », notée [bm] ou [b͡m] avec l’API, ou pour une consonne battue labio-dentale voisée [vᵇ] dans le mot [bə́vᵇú], notée [ⱱ] avec l’API standard.

## Représentations informatiques
La lettre modificative b peut être représenté avec les caractères Unicode suivants (Extensions phonétiques) :
| formes       | représentations | chaînes de caractères | points de code | descriptions                    | note                            |
| ------------ | --------------- | --------------------- | -------------- | ------------------------------- | ------------------------------- |
| modificative | ᵇ               | ᵇ                     | U+1D47         | lettre modificative minuscule b | codé pour le symbole phonétique |